# Eutropha
Eutropha là một chi ruồi trong họ Chloropidae.